# Divilacan
Divilacan é um município de  segunda classe de renda municipal (d) na província Isabela, nas Filipinas. De acordo com o censo de 1 de maio  de  2020 possui uma população de 5 827 pessoas e 1 449 domicílios.